# ダイエー成増店
ダイエー成増店（ダイエーなりますてん）は、東京都板橋区成増二丁目にあった総合スーパー（ショッピングセンター）である。東武東上線成増駅南口に立地していた。店番号は0395。1988年（昭和63年）6月開業、2019年（令和元年）12月31日閉店。
本項では、ダイエー成増店の前身となった「成増名店街」、およびダイエー成増店の店舗跡に開業した「MEGAドン・キホーテ成増店」についても記述する。

## 歴史

### 成増名店街
成増駅周辺は、現在は北口再開発により西友などが出店しているが、当時の北口は駅前広場やバスロータリーもない裏口であった。南口の駅前バスロータリー沿いに緑屋などが立ち並び、そこから国道254号（川越街道）までの間に南口商店街（成増南商店街、なりますすきっぷ村商店街）が形成されて古くから栄えた。1983年に営団地下鉄有楽町線の延伸により営団成増駅（現：地下鉄成増駅）が開業すると、南口商店街は東武東上線成増駅と営団成増駅を結ぶ通路となりますます発展した。
ダイエー成増店の場所には、1957年に開業したショッピングビル「成増名店街」があった。丸井成増店（1962年10月13日開店、1983年6月閉店）、スーパーマーケットのシヅオカヤなどが入居しており、1階には商品が所狭しと置かれていた。そのほか、ボウリング場、結婚式場、キャバレー、レストラン、ペットショップ、模型店「キック」なども入居していた。モスバーガーの正式な1号店（現成増店）がオープンする前の実験店も、当ビル地下のジューススタンド跡で1972年3月から2か月ほど営業していた。
この旧「成増名店街」ビルが、設備の老朽化により消防法の基準に適合せず解体されることになったため、ダイエーが1984年に土地を購入し、新ビルを建設して営業を始めた。ダイエー成増店が開業した1988年はバブル景気たけなわの時代で、ダイエーがセゾングループと共に拡大路線をひた走っていた時期でもあった。

### ダイエー出店の背景
ダイエー成増店開業の前年の1987年4月24日には、光が丘団地内に大規模ショッピングセンター「光が丘IMA」が開業し、光が丘西武（現：LIVIN光が丘店）と忠実屋フランツ練馬店が出店した。当時は都営地下鉄12号線（現：都営大江戸線）の開業前であり、マンモス団地である光が丘団地には鉄道路線がなく、成増駅南口から西武バスでのアクセスが一般的であった。それまで光が丘団地内には商業施設が仮設店舗の食品スーパーくらいしかなく、団地住民は成増駅前で買い物をしていたが、光が丘IMAの開業により団地住民は成増駅周辺へ買い物に来なくなり、商店街の客足が奪われて大きな打撃を受けていた。
当時は大店法により大規模店舗の出店が制限されていた時代でもあり、地元商店街が百貨店やショッピングセンターの進出に激しく反対し、出店規模を縮小せざるを得なくなることも多かった。しかしダイエー成増店の場合はこうした事情があり、商店会もダイエー出店に賛成し、光が丘IMAへの対抗のためむしろ誘致するような動きとなった。このため当時はまだ珍しかった、地元商店街と大規模商業施設の「共存共栄」の例として取り上げられた。
なお「成増名店街」に出店していたシズオカヤは、1980年代に忠実屋の傘下入りしていたが、ダイエーによる忠実屋の吸収合併を経て、グルメシティ関東となっている。また、かつてはダイエー成増店のライバルであった光が丘IMAの忠実屋フランツ練馬店も、ダイエー練馬店を経てイオン練馬店となっている。

### 本社機能移転
1999年に開始された「ダイエーグループ再生3ヵ年計画」の一環として、2000年4月に本社機能を浜松町オフィスセンターから当店の4階 - 6階に移転し、本社のコーポレートスタッフ部門、営業スタッフ部門の約540名（役員含む）が移ってきたため、4階 - 6階の売場としての営業を取り止めた。
本社機能を当店に移転した理由としては、年間3億4,000万円の賃料が削減できる、売場の変更により事務スペースができる、鉄道やバス等の交通の便に恵まれていることが挙げられている。2006年6月5日に本社機能は江東区東陽に再移転し、あわせて4階 - 5階部分は専門店とカルチャーセンターとして営業を再開した。
また当店には、グルメシティ関東の本社が置かれていた時期もあった。

### 閉店まで
経営再建中のダイエーは、2005年に日本全国の53店舗を閉店することを発表、その中には成増店、千葉長沼店、所沢店など、主力の店舗も含まれていた。その後、同年9月29日に発表された記者会見で、再生計画で閉店予定だった成増店は、リストアップされていた11店舗とともに業績回復が見込まれると判断され、閉店は中止となった。
2015年にダイエーがイオンの完全子会社となった後も、従来の形態で営業を続けていたが、2019年12月31日をもって閉店となった。

### 閉店後
閉店してから暫く建物は放置されていたが、後に改装が進められ、2024年3月13日にドン・キホーテ運営による総合ディスカウントストア「MEGAドン・キホーテ成増店」としてオープンした。ドン・キホーテは1 - 4階に入居し、他にパチンコ店「コンサートホール」（地下1階）、くら寿司（5階）、アピナ（5階）、ダイソー（6階）、バーガーキング（1階）などが4月末までに順次オープンした。

## フロア構成
詳細は公式サイト「フロアガイド」を参照。
直営売場は地下1階から3階までである。地下1階は食料品、1階は日用品・化粧品など、2階は婦人衣料・子供衣料など、3階は紳士衣料・小型家電などを扱っていた。4階より上は専門店フロアであった。
地上6階・地下2階の建物である。建て替え工事は鹿島建設が担当した。

### 主なテナント
詳細および一覧は公式サイト「専門店案内」を参照。
- アシーネ - 閉店時まで出店[1]
- ダイソー - 閉店時まで出店[1]
- ノジマ - 閉店時まで出店[1]
- ドムドムハンバーガー（1階）
- ケンタッキーフライドチキン（1階）
- ドトール（1階）